# 米歇爾·蓋拉爾
米歇爾·羅貝爾·蓋拉爾（法語：Michel Robert-Guérard，法語發音：[miʃɛl ʁɔbɛʁ ɡeʁaʁ]；1933年3月27日—2024年8月19日）出生於法國法蘭西島大區瓦茲河谷省的韋特伊，是瓦茲河谷省厄熱尼萊班酒店兼餐廳酒店兼餐廳Les Prés d'Eugénie的老闆，自1977年獲得米其林指南三顆星評鑑的法式料理主廚。

## 生平
米歇爾·蓋拉爾出生在畜牧業的家庭，十八歲的時候他在芒特拉若利當糕點師Kléber Alix的學徒，1957年被克里雍大飯店聘為糕點師，又跳槽到麗都夜總會擔任糕點師，後來又到布日瓦勒拜米其林指南二星評鑑的讓·德拉韋恩門下，繼續精進廚藝。
1965年米歇爾·蓋拉爾在塞納河畔阿涅爾買下一家小酒館，走上創業之路Pot-au-feu餐廳，米歇爾·蓋拉爾被認為是新潮烹調的創始廚師之一，1967年獲得米其林指南一星評鑑，1971年再獲得米其林指南二星評鑑，1977年榮獲米其林指南三星評鑑，以及戈和米約四頂高帽。
1974年米歇爾·蓋拉爾和妻子克里斯汀·巴泰勒米（法語：Christine Barthélémy）定居在新亞奎丹大區朗德省的厄熱尼萊班，直到2013年時，米歇爾·蓋拉爾在厄熱尼萊班開設米歇爾·蓋拉爾健康烹飪學校，這是法國第一個講究健康料理的私人烹飪學校，每期招收約20名學生。

### 授獎
- 米其林指南三星評鑑
- 戈和米約四頂高帽
- 榮譽軍團軍官
- 國家功勳勳章
- 藝術和文學勳章
- 農業功勳勳章
- 學術棕櫚樹勳章

## 師承
- 愛德華·尼尼翁
- 讓·德拉韋恩

## 學生
- 亞歷山大·馬齊亞
- 傑拉德·帕塞達
- 丹尼爾·布盧德
- 米歇爾·薩蘭
- 洛朗·珀蒂
- 克里斯多福·庫坦索

## 相關連結
- 米歇爾·蓋拉爾健康烹飪學校 （页面存档备份，存于）
- Les Prés d'Eugénie酒店 （页面存档备份，存于）